# Getting Heavier
Getting Heavier è il quinto album in studio del gruppo musicale statunitense Racer X, pubblicato nel 2002 dalla Universal Japan.

## Tracce
1. Dr. X – 5:31 (Paul Gilbert, Scott Travis)
2. Lucifer's Hammer – 3:43 (Jeff Martin)
3. Golden God – 4:23 (Gilbert, Travis)
4. Bucket of Rocks – 4:27 (Martin)
5. Go-GG-Go – 4:19 (Gilbert, Travis)
6. Heaven in '74 – 3:26 (Gilbert, Travis)
7. Everything's Everything – 3:46 (Martin)
8. Empty Man – 4:57 (Gilbert, Travis)
9. The Siren's Eye – 6:23 (Gilbert, Travis)
10. Ghost Dance – 5:03 (Gilbert, Travis)
11. Endless – 5:24 (Gilbert, Travis)
12. Catapult to Extinction – 4:58 (Gilbert, Travis)

## Formazione
- Jeff Martin – voce
- Paul Gilbert – chitarra
- John Alderete – basso
- Scott Travis – batteria

### Produzione
- Paul Gilbert – produzione, ingegneria del suono
- Tom Size – missaggio
- Steve Hall – mastering
- William Hames – fotografia
- Larry Freemantle – direzione artistica